# Mycosphaerella piliostigmatis
Mycosphaerella piliostigmatis är en svampart som beskrevs av Ts. Kobay. & E.D. Guzmán 1988. Mycosphaerella piliostigmatis ingår i släktet Mycosphaerella och familjen Mycosphaerellaceae.   Inga underarter finns listade i Catalogue of Life.